# Фишер, Ханс
Ханс Фишер (нем. Hans Fischer; 27 июля 1881, Хёхст, — 31 марта 1945, Мюнхен) — немецкий химик-органик и биохимик, доктор медицины (1908). Лауреат Нобелевской премии по химии (1930).

## Биография
Родился в городе Хехст-на-Майне в семье Анны Фишер (в девичестве Гердеген) и Эйгена Фишера, химика по специальности и директора фабрики и фирмы «Калле» по производству красителей. После окончания начальной школы в Штутгарте получил в Висбадене среднее образование, которое завершил в 1899 году. В Лозаннском университете изучал химию и медицину; учёбу продолжил в Марбургском университете, где в 1904 году получил степень по химии, а четыре года спустя и степень по медицине.
После врачебной практики во 2-й медицинской клинике в Мюнхене Ханс Фишер весь 1909 год проводил эксперименты по химии под руководством однофамильца Эмиля Фишера в 1-м Берлинском химическом институте. Здесь он исследовал комплексные структуры сахаров и пептидов (комплексов, частично состоящих из аминокислот — основополагающих соединений живых организмов). Вернувшись в 1910 году в Мюнхен, Фишер начал изучать структуру билирубина — красновато-жёлтого пигмента, обнаруженного в желчи и, как известно, химически подобного гемину — пигменту крови. Хотя многие химики пытались определить структуру этих двух соединений и таким образом определить природу их взаимосвязи, проблема оказалась слишком сложной.

## Основные работы
Основные труды по химии пиррола и его производных. В 1927 году Фишер осуществил синтез порфирина, а затем синтезировал красящие вещества крови — гемин (1929) и желчи — билирубин (1931). Показал, что гемоглобин крови состоит из белка глобина и комплексного соединения железа — гемина. В 1940 году Фишер установил строение хлорофиллов а и b.

## Ход экспериментов
Сначала был выполнен синтез четырёх возможных этиопорфиринов, неких производных порфирина, близких по строению к порфирину в составе гемина. Из них на основе формулы Кюстера он синтезировал 12 из 15 возможных мезопорфиринов, строение которых было ещё ближе к строению гемина, и которые отличались местоположением заместителей в порфириновом кольце. Оказалось, что один из этих 12 изомерных мезопорфиринов тождествен получаемому из природного гемина расщеплением последнего. И тогда Фишер в несколько стадий получил гемин из мезопорфирина.

## Нобелевская премия
В 1930 году получил Нобелевскую премию по химии «за исследования по конструированию гемина и хлорофилла, особенно за синтез гемина (пигмента крови)».
Кроме Нобелевской премии, Ф. был удостоен медали Либиха Германского химического общества (1929), медали Дэви Лондонского королевского общества (1937) и других наград. Он являлся почётным доктором Гарвардского университета.

## Память
- В 1976 году Международный астрономический союз присвоил имя Фишера кратеру на обратной стороне Луны (совместно с Германом Эмилем Фишером).